# Schlacht bei Fehrbellin
Rathenow – Nauen – Fehrbellin – Wismar – Wolgast 1675 – Wolgast 1676 – Bornholm – Öland – Peenemünder Schanze – Stettin (1677) – Køgebucht – Bergen – Warksow – Rügen (1678) – Stralsund (1678) – Greifswald – Tilsit – Splitter – Telschi – Porta Westfalica

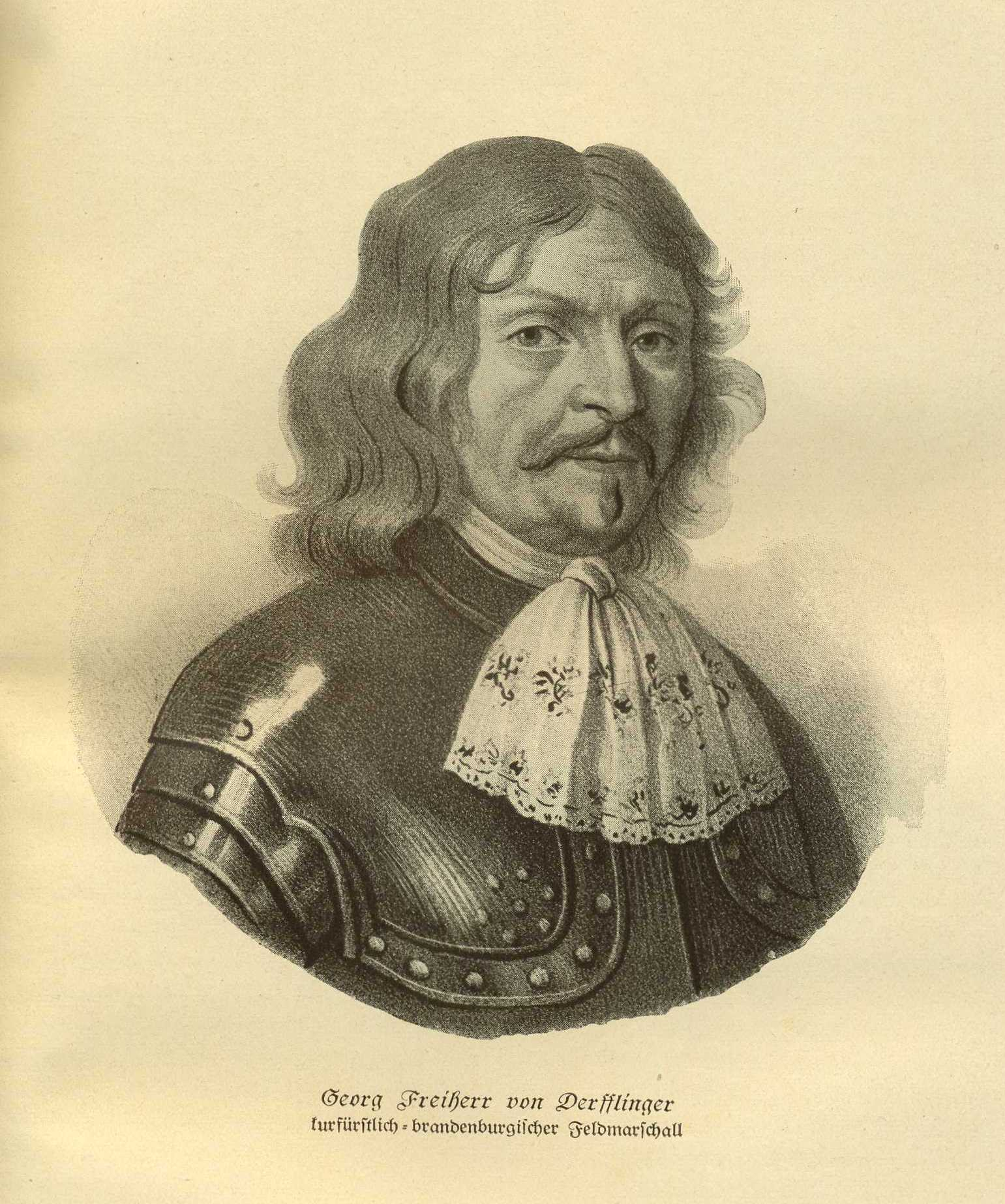
Georg von Derfflinger

Fahne einer der im Vorfeld der Schlacht mobilisierten Bauernkompanien der Altmark

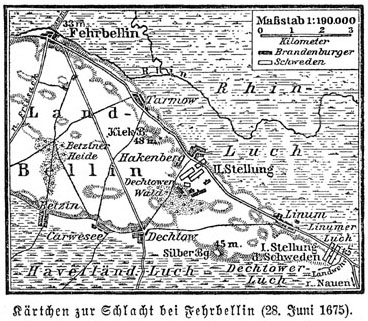
Karte der Schlacht von Fehrbellin

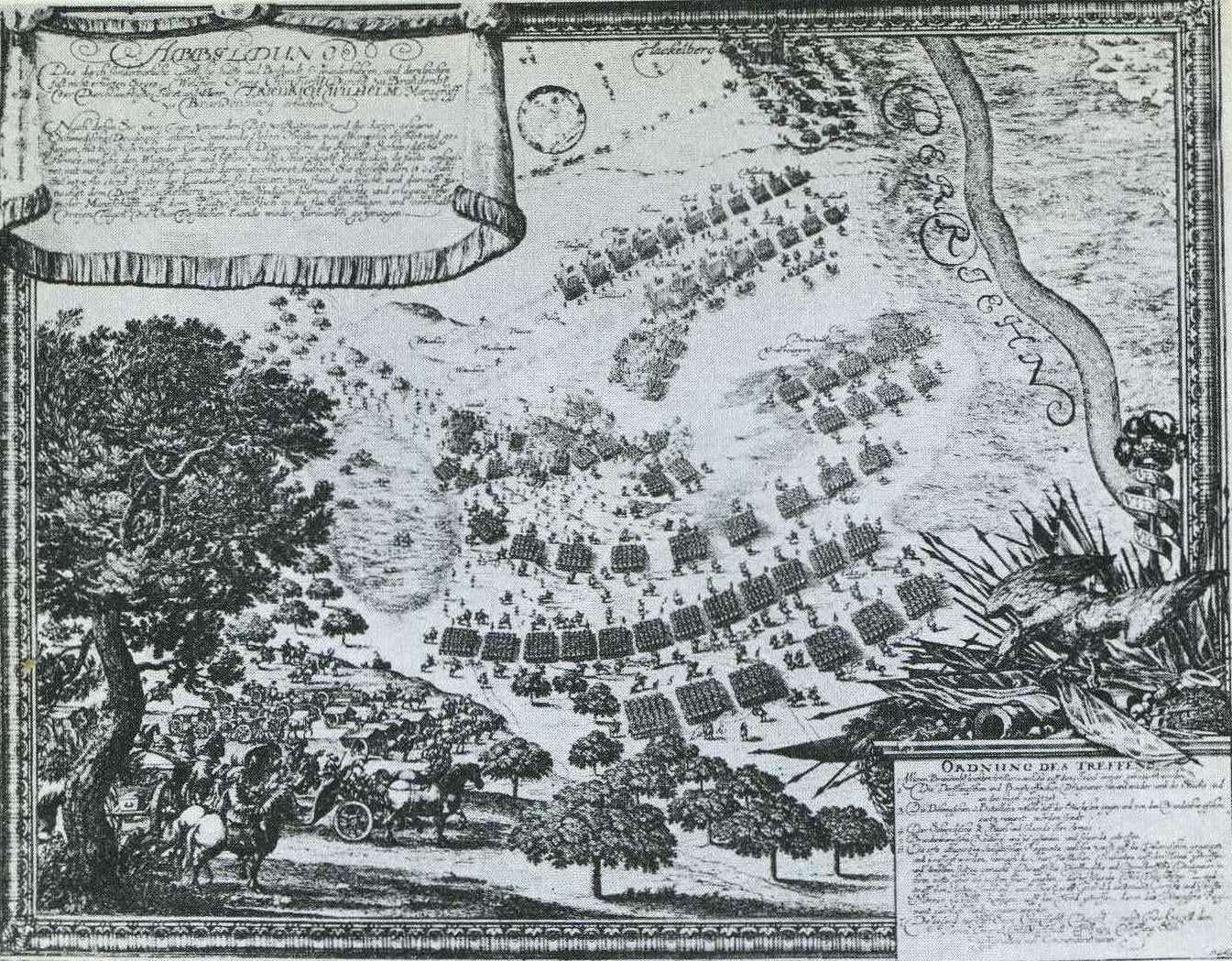
Kupferstich von Johann Gottfried Bartsch (1675) mit Schlachtbeschreibung

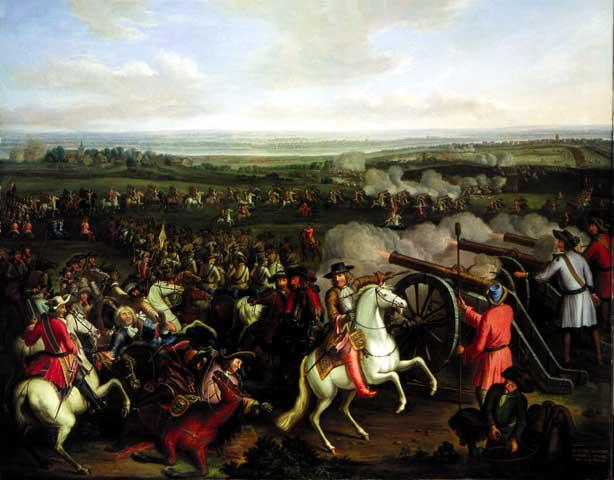
Die von den Brandenburgern verteidigte Höhe, Gemälde von Dismar Degen

Die Schlacht bei Fehrbellin war eine Schlacht im Verlauf des Schwedisch-Brandenburgischen Krieges, in dem die mit Frankreich verbündeten Schweden aus ihren Besitztümern in Norddeutschland (Pommern, Rügen, Bremen, Verden) vertrieben werden sollten.
In der Schlacht am 18. Junijul. / 28. Juni 1675greg. trafen in und in der Nähe der Gemeinde Fehrbellin, 60 km nordwestlich von Berlin, 12 km südlich von Neuruppin, schwedische und brandenburg-preußische Truppen aufeinander. Die Schlacht war ein Rückzugsgefecht, bei dem die brandenburgischen Truppen die schwedischen Truppen schlugen, die zuvor beim Schwedeneinfall 1674/75 Teile von Brandenburg besetzt hatten. Gemessen an der Zahl der Beteiligten handelt es sich um eine Schlacht von eher geringer Größe, deren Ausgang jedoch von großer Bedeutung war für das Selbstbewusstsein der Brandenburger und für den Verlauf der Geschichte von Brandenburg-Preußen.

## Vorgeschichte

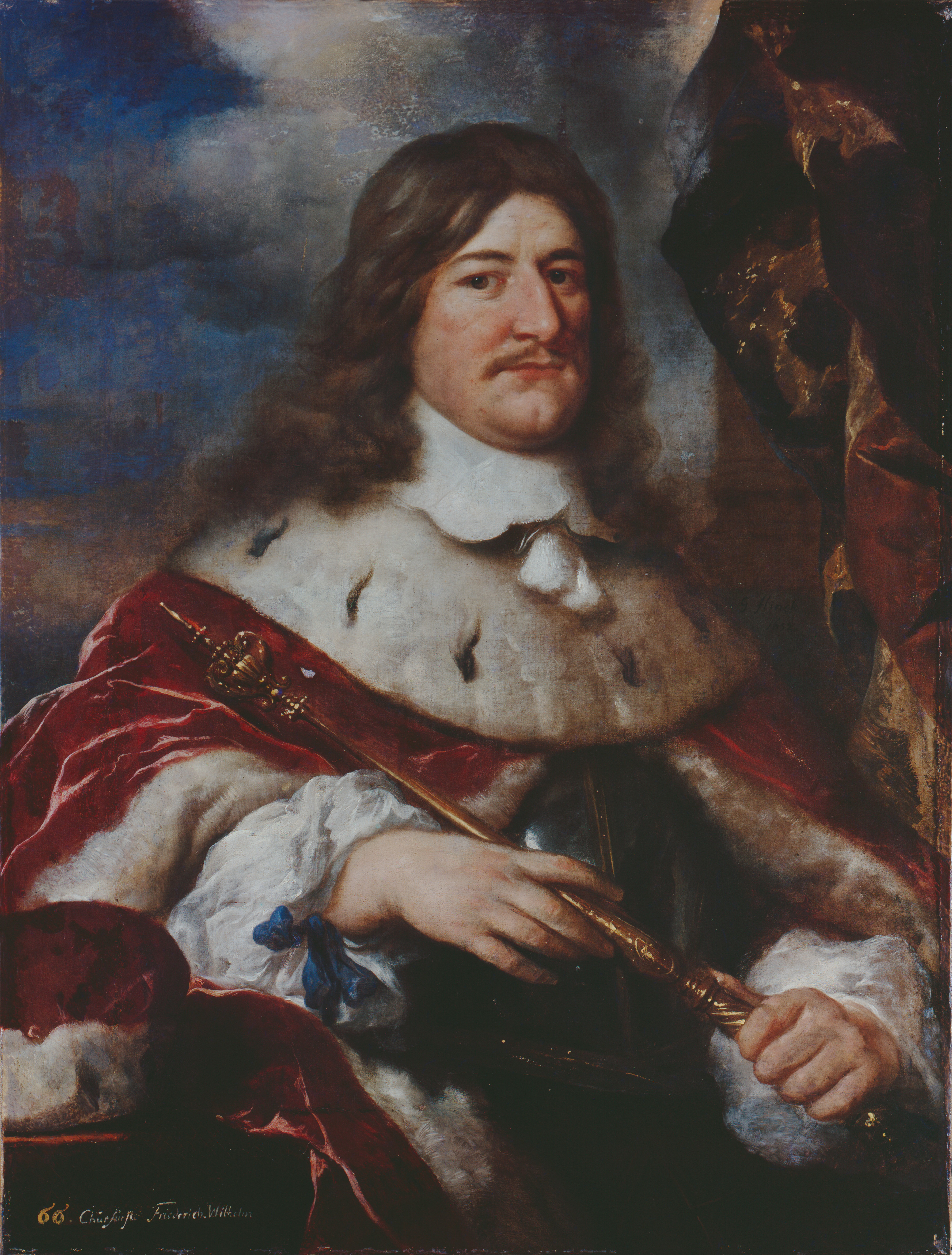
Kurfürst Friedrich Wilhelm, Porträt von Govaert Flinck

Kurfürst Friedrich Wilhelm befand sich im Verlauf des Holländischen Krieges auf einem Feldzug gegen Frankreich im Elsass. Dort hatte die Armee des Kaisers, unterstützt von brandenburgischen Truppen, in der Schlacht bei Türkheim am 26. Dezember 1674jul. / 5. Januar 1675greg. keinen Sieg erringen können. Beide Heerführer waren gezwungen, den Ort zu räumen.
Schon am 15. Dezemberjul. / 25. Dezember 1674greg.waren an der Ostseeküste schwedische Truppen unter dem Oberkommandierenden Generalleutnant Wolmar von Wrangel, einem Halbbruder Carl Gustavs von Wrangel, von Pommern aus in die Mark Brandenburg eingefallen. Als Verbündeter von Frankreich beabsichtigte Schweden, den brandenburgischen Kurfürst Friedrich Wilhelm zu zwingen, seine Truppen vom Oberrhein abzuziehen. Dies geschah auch auf Druck von Frankreich, das seinen Verbündeten Schweden mit der Drohung, die Subsidienzahlungen einzustellen, und geschicktem Taktieren zu diesem Schritt gedrängt hatte. In Erstein erfuhr Friedrich Wilhelm vom Einmarsch der Schweden in die Mark Brandenburg und führte seine Truppen nach Breit in das Winterquartier.
Zum Ende des Winters brachen die brandenburgischen Truppen am 26. Maijul. / 5. Juni 1675greg.in drei Kolonnen auf und erreichten Magdeburg am 11.jul. / 21. Juni 1675greg.. Dies war eine sehr gute Marschleistung, mit der man die Schweden überraschen wollte. Allerdings war die Kraftanstrengung mit einem Auseinanderziehen der Marschkolonne verbunden und hatte die Abwesenheit fast der kompletten Infanterie zur Folge, die zwei Tagesmärsche zurücklag.
Bei den Schweden, die noch nicht mit den brandenburgischen Truppen gerechnet hatten, blieb deren Ankunft tatsächlich unbemerkt, auch weil Kurfürst Friedrich Wilhelm Maßnahmen zur Geheimhaltung ergriffen hatte, um diesen Vorteil zu wahren. Währenddessen verwüsteten und plünderten aber die schwedischen Truppen weite Landstriche, obwohl Brandenburgische Bauernkompanien die Luch-Übergänge bei Oranienburg, Kremmen und Fehrbellin besetzt hatten, um den Schutz des Havellandes zu gewährleisten. Allerdings konnten diese Stellungen nicht gegen die Schweden gehalten werden, so dass Havelberg, Rathenow und Brandenburg an der Havel von schwedischen Truppen besetzt werden konnten. Daraufhin fasste Kurfürst Friedrich Wilhelm den Entschluss, das zwischen den beiden Orten Havelberg und Brandenburg gelegene Rathenow einzunehmen, um so die schwedischen Truppen voneinander zu trennen.

### Kampf um Rathenow
Am 13.jul. / 23. Juni 1675greg. setzten sich die brandenburgischen Truppen über Genthin in Bewegung und überquerten in der Nacht vom 14.jul. / 24. Junigreg. zum 15.jul. / 25. Junigreg. nördlich von Rathenow die Havel, um die Stadt von Süden her anzugreifen, während Reiter und Dragoner direkt über die Brücken hinweg angriffen.
Die sechs Kompanien schwedischer Dragoner wurden vollkommen überrascht. Unter Führung des Generalfeldmarschalls Georg von Derfflinger drangen die Brandenburger in den Ort ein und überwältigten nach zähem Kampf die Verteidiger. Bis auf zehn Schweden wurde die gesamte Besatzung getötet oder gefangen genommen. Zwischen 500 und 600 Pferde konnten erbeutet werden.
Der einzige von Brandenburgern unbesetzte Luch-Übergang war der bei Fehrbellin; die dortige Brücke war durch ein brandenburgisches Kommando unter Oberstleutnant Hennigs zerstört und der Damm durchstochen worden. Wrangel war bereits auf dem Weg von Brandenburg nach Rathenow, als er vom Fall des Ortes erfuhr. Daraufhin wandte er sich nach Nauen, das er vor den kurfürstlichen Truppen erreichte.

### Gefecht bei Nauen
In Nauen kam es am 17.jul. / 27. Juni 1675greg. zwischen den Brandenburgern und der zur Verzögerung des brandenburgischen Vormarschs zurückgelassenen schwedischen Nachhut Wrangels zu einem Gefecht um den Damm bei Nauen. Es gelang den Kurfürstlichen, den schwedischen Widerstand zu brechen und den Damm zu erobern. In Nauen erbeuteten sie 2000 Rinder und verbrachten die Nacht dort. Am 18.jul. / 28. Junigreg. marschierten die schwedischen Truppen, verfolgt von den Brandenburgern, nach Fehrbellin, um die dortige Brücke instand zu setzen und den Rhin zu überqueren.

## Verlauf
Um ein Rückzugsgefecht zu führen und den nicht beteiligten Truppenteilen sowie dem umfangreichen Tross von über 1500 Wagen einen ungehinderten Abzug zu ermöglichen, stellte sich Wrangel etwas südlich von Hakenberg mit 7000 Mann  auf (in der deutschen Literatur 11.000–12.000 Mann). Seine 38 Geschütze hatte er bereits vorausgeschickt, so dass er nur über sieben eilig zurückgeholte Geschütze verfügte. Die schwedischen Kräfte waren in acht Brigaden und 24 Schwadronen gegliedert. Zuvor hatte sich die schwedische Streitmacht bereits dreimal in Schlachtordnung aufgestellt, gab diese Aufstellung aber jedes Mal wieder auf.

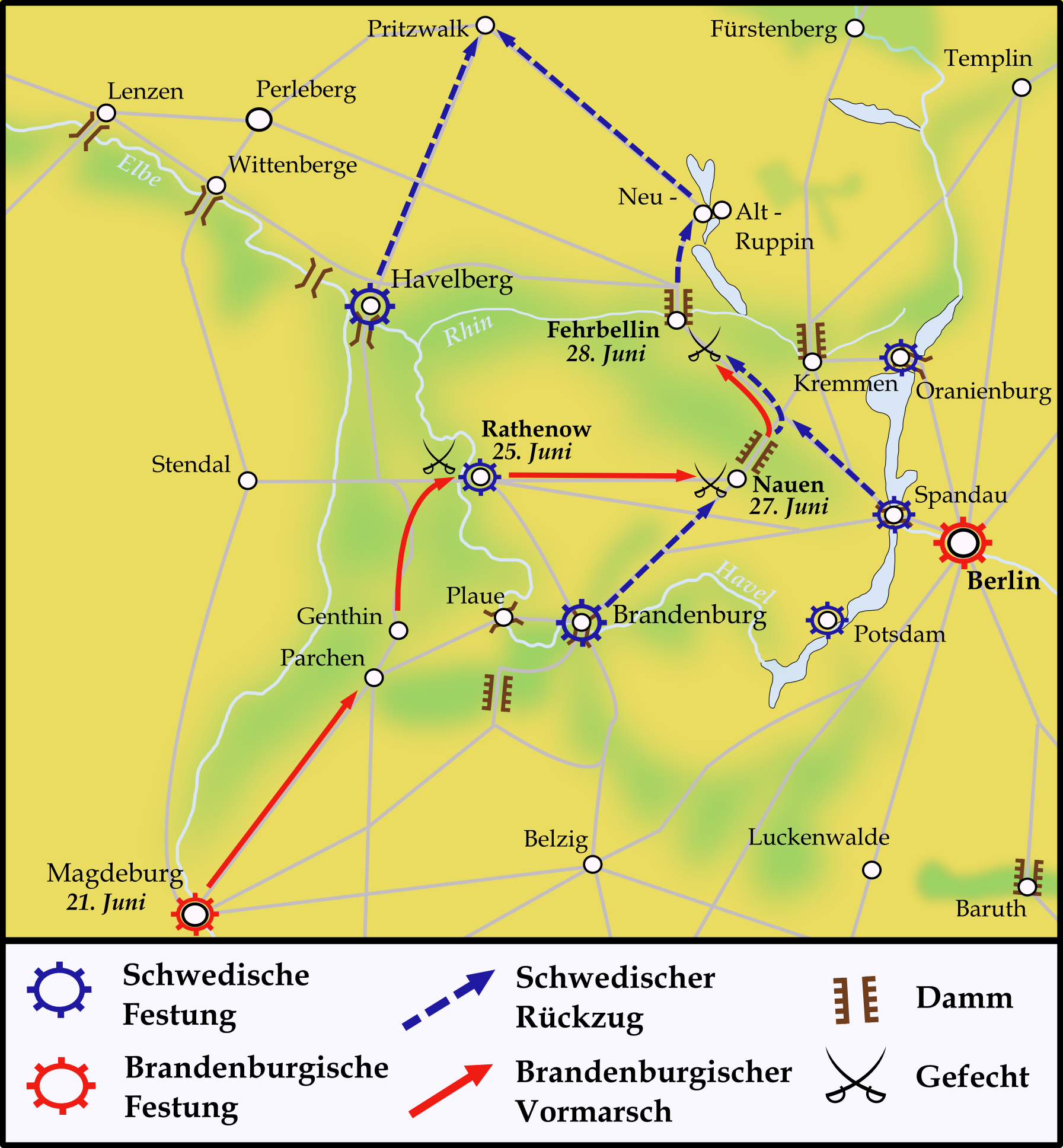
Verfolgung der schwedischen Armee durch die Brandenburger

Auf brandenburgischer Seite standen ungefähr 5000 Kürassiere und 600 Dragoner mit 13 Geschützen. Die Musketiere hatten mit dem schnellen Vormarsch der Reitertruppen nicht mithalten können und lagen einen Tagesmarsch zurück. Der Mangel an Infanterie war ein Nachteil für die Brandenburger.
Wrangel ließ seine Truppen, in zwei Treffen gegliedert, in einer klassischen Formation Aufstellung nehmen. Die Infanterie stand in der Mitte mit den Reitern an den Flanken. Die acht Infanterie-Regimenter wurden in sechs Brigaden zusammengefasst. In den Zwischenräumen des ersten Treffens wurden die Geschütze aufgestellt.
Die Schweden hatten Hakenberg im Rücken, das Rhinluch zu ihrer Linken, ihre rechte Flanke lehnte sich an ein Gehölz, die Dechtower Fichten, an. Ein Stück vor ihrer rechten Flanke lag der Katharinenpfuhl. Die Brandenburger lehnten sich mit ihrer linken Flanke an den Katharinenpfuhl, mit der rechten an das Rhinluch. Wrangel hatte es versäumt, den Hügel an seiner rechten Flanke zu besetzen. Dies nutzte Friedrich Wilhelm aus, ließ dort seine von zwei Dragonerregimentern gedeckte Artillerie in Stellung gehen und nahm die Schweden unter Flankenfeuer.
Während die Brandenburger im Schutz von Frühnebel und Regen die Hügel besetzten, kämpfte Friedrich II., Prinz von Hessen-Homburg, auf der rechten Flanke der Brandenburger und lief Gefahr, abgeschnitten zu werden. Die Lage begann für die Schweden gefährlich zu werden, als um 8 Uhr morgens die in Stellung gebrachte brandenburgische Artillerie das Feuer eröffnete und die schwedischen Linien bestrich. Regen und Nebel waren inzwischen abgezogen, und so erkannte Wrangel die vom Hügel drohende Gefahr. Er befahl dem in schwedischen Diensten stehenden Oberstleutnant von Maltzahn einen Angriff mit der Kavallerie seines rechten Flügels und des Infanterie-Regimentes Dalwig. Es gelang den Schweden, die Reiterreserve der Artilleriebedeckung in die Flucht zu schlagen, und nur die fast zeitgleiche Ankunft des Kurfürsten hielt sie auf. Derfflinger hatte Verstärkung entsandt, die nun, unter dem herbeigeeilten Prinzen von Homburg und dem Kammerjunker von Buch, den Schweden in die Flanke fiel und sie zum sofortigen Rückzug zwang.
Da Wrangels linke Flanke nicht mehr durch den Prinzen von Homburg bedroht wurde, entnahm er dort Kräfte und erneuerte seinen Angriff auf die angeschlagenen Verteidiger der Geschützstellung. Der Angriff entwickelte sich zum Nahkampf, in dem neben Karabinern auch Pallasche eingesetzt wurden. 69 hochrangige Offiziere, wie Derfflinger, befanden sich im Getümmel. Derfflinger musste vom Prinzen von Homburg und Oberst Berend Joachim von Mörner aus einer gefährlichen Lage herausgeholt werden. Hierbei kam Mörner um und wurde durch Oberstleutnant Hennigs ersetzt, der die Brandenburger zusammenhielt und den Schweden große Verluste zufügte. Nach langem, für beide Seiten verlustreichem Kampf gewannen die Brandenburger die Oberhand und schlugen die schwedischen Reiter in die Flucht. Dies führte dazu, dass das schwedische Infanterieregiment von Dalwig in eine isolierte Lage geriet und umzingelt wurde. Das Regiment wurde vollständig vernichtet, nur 20 Mann gelang die Flucht, 60 bis 70 Mann wurden gefangen genommen, und Oberstleutnant Maltzahn wurde getötet.
Die Schweden hatten schwere Verluste erlitten, ihre Kavallerie war in Unordnung geraten, und es war ihnen nicht gelungen, die Höhe zu nehmen. Darüber hinaus gab es Berichte, dass die Brandenburger kaiserliche Verstärkungen erwarteten. Wrangel beschloss, sich über Hakenberg auf Fehrbellin zurückzuziehen, obwohl der dortige Übergang noch nicht wiederhergestellt war.
Laut Bericht des Kammerjunkers von Buch verloren die Schweden 2100 Tote, noch mehr Verwundete und 60 bis 70 Gefangene, während auf brandenburgischer Seite 218 Mann starben und 280 schwer verwundet wurden.
Um ungefähr 10 Uhr begannen die Schweden, in zwei Kolonnen geordnet, ihren Rückzug auf Fehrbellin. Die Brandenburger begleiteten den schwedischen Rückzug auf deren linker Flanke und hielten sie unter Artilleriefeuer, das von den Schweden erwidert wurde. Eine Kugel verfehlte den Kurfürsten knapp und riss Stallmeister Emanuel Froben das rechte Bein oberhalb des Knies ab, woraufhin er eine Stunde später starb. Eine Gelegenheit zum Angriff ergab sich jedoch nicht, da die Schweden auf ihrer Linken starke Infanterie stehen hatten und auch das Gelände nicht günstig war. Es kam nur zu einem schwachen Angriff, der sofort abgewehrt wurde. Um die Mittagszeit erreichten die Schweden das zur Verteidigung vorbereitete Fehrbellin. Die Erwägung seiner Offiziere, den Ort zu beschießen, lehnte der Kurfürst ab.
Über Nacht setzten die Schweden die Brücke notdürftig instand, und so fand der Kurfürst am nächsten Morgen, dem 19.jul. / 29. Juni 1675greg., das Gros der Schweden auf der anderen Seite des Luchs vor. Zwei Bataillone Musketiere des Regiments Gotha waren zurückgeblieben, um den Rückzug zu decken. Derfflinger griff sie mit 1150 Mann seiner Vorhutreiterei an und vertrieb sie nach hartem Kampf durch das Kreuzfeuer seiner Dragoner. Vor ihrem Abzug hatten die Schweden ihre Pulvervorräte in Brand gesteckt. Trotzdem erbeuten die Brandenburger fünf Geschütze, zehn Kugelwagen, vier Munitionskarren, neun Zentner Lunten und sieben Zentner Musketenkugeln. Die Schweden zogen sich über Neuruppin, durch die Prignitz und Mecklenburg zurück, wobei viele Nachzügler von ergrimmten Bauern erschlagen wurden. Der Kurfürst beendete in Wittstock die Verfolgung wegen völliger Erschöpfung von „Mann und Ross“, und um das Eintreffen seiner Infanterie und Artillerie abzuwarten.
Die Schlacht und Verfolgung hatten die Schweden 2400 Tote und 300 bis 400 Gefangene gekostet, während die Sieger insgesamt nur 500 Mann beklagten. Die Schweden verloren Oberst Adam Wachtmeister, Oberstleutnant Maltzahn, fünf weitere Stabsoffiziere, sechs Hauptleute der Reiterei, einige Leutnants und Kornetts sowie sämtliche Offiziere des Regiments Dalwig. Unter den brandenburgischen Toten waren neben Mörner Major von der Marwitz, die Rittmeister von Asseburg, Beyer, Burgsdorff und Schönermark, einige Leutnants und 218 Mannschaften. Verwundet wurden unter anderen die Oberstleutnants Sydow, Köller, Strauß, Hennigs und Hauptmann Buch. Der Kurfürst beförderte Hennigs noch auf dem Schlachtfeld zum Obersten und adelte ihn 1676 mit einem auf den Tag von Fehrbellin datierten Adelsbrief auf den Namen Hennigs von Treffenfeld.
Die Brandenburger erbeuteten sechs Dragonerfahnen und mehrere Pauken in Rathenow, acht Infanteriefahnen beim erbitterten Gefecht um die Höhe, zwei Standarten und fünf Geschütze. Die meisten Gefallenen wurden auf dem Schlachtfeld selbst beigesetzt.

## Folgen
Von den Brandenburgern bis Wittstock verfolgt, wuchs sich der Rückzug Wrangels zu einer Katastrophe aus, zumal Tausende seiner Soldaten desertierten. Von anfänglich 12.000 Mann erreichten nur noch 4000 Demmin.
Die Schlacht bei Fehrbellin war der erste eigenständige Sieg der Brandenburger über die Truppen einer Großmacht und stärkte das Selbstbewusstsein Brandenburg-Preußens. Als Folge dieses Sieges wurde Schweden militärisch weiter in die Defensive gedrängt, und die Mark Brandenburg wurde danach von den Schweden bis zum Friedensschluss 1679 nicht mehr militärisch bedroht. Eine weitere Folge des Sieges war, dass die sich bis dahin unter fadenscheinigen Gründen aus dem Konflikt heraushaltenden Dänen und das Heilige Römische Reich ihrer Bündnisverpflichtung nachkamen und Schweden den Krieg erklärten.
Dennoch brachten die Schlacht von Fehrbellin und die anschließende Eroberung Schwedisch-Pommerns sowie der ostpreußische Feldzug den Hohenzollern kaum greifbaren territorialen Zugewinn, da 1679 im Frieden von Saint-Germain fast alle aus der siegreichen Schlacht resultierenden Vorteile wieder rückgängig gemacht wurden.

## Deutsche Rezeption
Schon zum damaligen Zeitpunkt erregte die „Schlacht bei Fehrbellin“ in ganz Europa Aufsehen. „Die brandenburgische Armee, die noch niemals zuvor allein in die Schlacht gezogen war, hatte die hervorragende schwedische Truppe aus dem Feld geschlagen.“ Darüber hinaus war für das Reich durch diesen Sieg die vor allem von deutschen Zeitgenossen so wahrgenommene Gefahr gebannt worden, wie schon im Dreißigjährigen Krieg erneut zum Schauplatz französisch-schwedischer Machtpolitik zu werden. Es war deshalb nicht ungewöhnlich, dass selbst im fernen Straßburg Lieder auf Friedrich Wilhelm gedichtet wurden, die den Hohenzollern erstmals als „Großen Kurfürst“ feierten (siehe: Kasten rechts). Noch einige Jahre später dokumentierte 1682 auch das in Frankfurt am Main erscheinende Theatrum Europaeum diese Einschätzung.

„Was vor frolocken über diese Victorie in und ausserhalb Teutschland entstunde, und wie dadurch die Veneration und estime, so man vor Se. Churfürstl. Durchl. allbereit hatte vermehret, auch die Devotion und Liebe, so dero Unterthanen und Lande, deroselben zutrugen, ergrössert wurden, stehet nicht zu beschreiben. Viele tausend weyneten darob vor Freuden und küsseten abwesend den Arm dieses Helden, der so tapffer streiten lernen.“

Während die schwedische Geschichtsschreibung dem Treffen bei Fehrbellin kaum mehr als die Bedeutung eines Rückzugsgefechts beimaß, erkannte die deutsche Historiographie in ihm einen geschichtlichen Wendepunkt. Folglich nahm der Reitertag von Fehrbellin bis zum Ende des Ersten Weltkrieges (1914–1918) einen besonderen Platz im Interesse deutscher Historiker ein, die in dem brandenburgischen Sieg den Anfangspunkt für den Aufstieg der preußischen Militärmacht sahen. Diese Sichtweise hat ihre Ursprünge bereits im 18. Jahrhundert. König Friedrich II. schrieb in seinen 1751 erschienenen Mémoires pour servir à l’Histoire de la maison de Brandebourg bereits von einer „berühmten und entscheidenden Schlacht […] die mehr durch Mut als durch Klugheit herbeigeführt wurde. […] [Kurfürst Friedrich Wilhelm] schlug mit einer kleinen und von langem Marsch ermüdeten Kavallerie eine zahlreiche und ansehnliche Infanterie, die durch Tapferkeit das Reich und Polen bezwungen hatte. […] Seine Nachkommen halten dieses berühmte Treffen für den Ausgangspunkt der Größe, zu der das Haus Brandenburg seither aufgestiegen ist.“

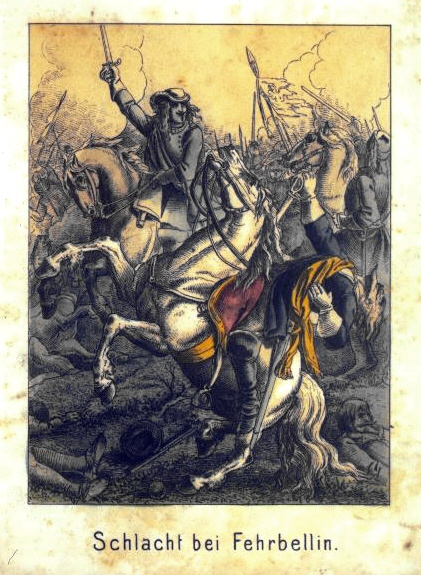
Romantisierende Darstellung des Todes des Stallmeister Emanuel Froben aus dem Geschichtsbuch Bilder und Erzählungen aus der deutschen Geschichte; Für die reifere deutsche Jugend (Berlin 1863)

Die späteren Historiker schlossen sich dieser Interpretation an, dass der 28. Juni 1675 ein „brandenburgisches Siegesdatum [sei], das den Ausgangspunkt des brandenburgisch-preußischen Aufstiegs im Felde bezeichnete.“ Nach dem Ende des Zweiten Weltkrieges (1939–1945) entfiel in dieser Sichtweise zwar weitgehend die Glorifizierung des Militärs, doch die Schlacht an sich wird heute noch als ein geschichtlicher Wendepunkt anerkannt. So schrieb 1998 der Historiker Heinz Schilling: „Mit Fehrbellin beginnen jene militärischen Bravourstücke von Hohenzollernfürsten, die unter Friedrich II. zum Preußen-Mythos werden sollten.“
Ein weiterer Aspekt der deutschen Historiographie zur Schlacht bei Fehrbellin stellte die Glorifizierung Kurfürst Friedrich Wilhelms und seiner Rolle während des Kampfes dar. Diese Fokussierung wurde verstärkt während des 19. Jahrhunderts betrieben und erreichte im Deutschen Kaiserreich ihren Höhepunkt (→ Borussianismus). Das Ziel dieser Interpretation war die Etablierung eines Mythos um das Herrscherhaus der Hohenzollern, weshalb sie besonders häufig in Schulbüchern zu finden war. So ist zum Beispiel in einem Schulbuch aus dem Jahre 1905 zu lesen: „Er [Friedrich Wilhelm] stürzte sich an der Spitze einer Reiterschar ins dichteste Kampfgetümmel und rief den schon weichenden Soldaten zu: ‚Getrost, tapfere Soldaten! Ich, euer Fürst und jetziger Hauptmann, will siegen oder ritterlich mit euch sterben!‘“
Eine besondere Rolle nahm dabei die Legende vom Verhalten des kurfürstlichen Stallmeisters Emanuel Froben ein, die während des Militarismus ein Sinnbild für die verlangte Pflichterfüllung darstellte. Ihr zufolge ritt der Kurfürst einen Schimmel und der Stallmeister bemerkte, dass die Schweden auf diesen weit öfter schossen als auf die anderen Pferde. Unter dem Vorwand, das Tier würde scheuen, überredete er den Kurfürsten dazu, den Schimmel gegen Frobens braunes Pferd zu tauschen. Wenige Minuten danach wurde der Stallmeister durch eine Kugel getötet. In den Schulbüchern des Kaiserreiches wurde die Tat Frobens oft als Ausdruck vorbildlicher Pflichterfüllung dargestellt: „Der Kurfürst stürzte sich selber mitten ins Kampfgetümmel. […] An seiner Seite fiel sein Stallmeister Emanuel Froben, wie die Sage berichtet, als ein Opfer seiner Treue.“ Dies war ein Beispiel für die Art und Weise, wie den Heranwachsenden in jener Epoche die Parole vom „Heldentod für Kaiser, Volk und Vaterland“ nähergebracht werden sollte.

## Erinnerungskultur
Die Schlacht bildet den Hintergrund für das Drama „Prinz Friedrich von Homburg oder die Schlacht bei Fehrbellin“ von Heinrich von Kleist (geschrieben 1809/10, Erstveröffentlichung 1821). Die Handlung hat sehr wenig mit den historischen Ereignissen und handelnden Personen gemein. Ebenso verhält es sich mit der Oper „Der Prinz von Homburg“ von Hans Werner Henze (1960).
Das „Neue Denkmal“ (Siegessäule Hakenberg) auf dem Kurfürstenhügel bei Hakenberg ist als Aussichtsturm ausgeführt. Der zweigliedrige Sockel hat die Form eines Würfels mit vier abgestumpften Kanten; auf ihm ruht ein rundturmartiger Aufbau, der in einer Höhe von 23 m eine umlaufende Galerie trägt. Diese besteht aus einem eisernen Gitterwerk in dessen Mitte sich auf einem grauen Sandsteinkegel die (später vergoldete) Bronzestatue der Siegesgöttin Victoria erhebt, auch Nike (berlinerisch: „kleine Goldelse“) genannt, ein Vorläufermodell der „großen Goldelse“ auf der Berliner Siegessäule. Im Sockelgeschoss ist außen eine Inschrifttafel mit der Widmungsinschrift, darüber eine überdimensionale Blendnische mit der Kolossalbüste des Großen Kurfürsten eingelassen. Das Denkmal geht auf eine Initiative des Kronprinzen Friedrich Wilhelm (nachmals Kaiser Friedrich III.) zurück, der am 18. Juni 1875 auch die Grundsteinlegung vollzog. Die Einweihungsfeier fand am 2. September 1879 (am sogenannten Sedantag) statt.
Der 1893 von Richard Henrion komponierte Fehrbelliner Reitermarsch gehört bis heute zu den beliebtesten Stücken im Repertoire von Militärkapellen und ist Regimentsmarsch verschiedener Verbände der Bundeswehr. Seit dem Ende des Deutschen Kaiserreichs 1918 wird er als Gassenhauer mit der Zeile „Wir wollen unsern alten Kaiser Wilhelm wieder haben“ gesungen und in diesem Zusammenhang als „Kaiser-Wilhelm-Marsch“ bezeichnet.
Im ländlichen, erst 1920 nach Berlin eingemeindeten Wilmersdorf entstand 1892 der Fehrbelliner Platz. 1913 wurde dort der U-Bahnhof Fehrbelliner Platz eröffnet und der Platz nach 1934 hufeisenförmig mit monumentalen Verwaltungsgebäuden umbaut.

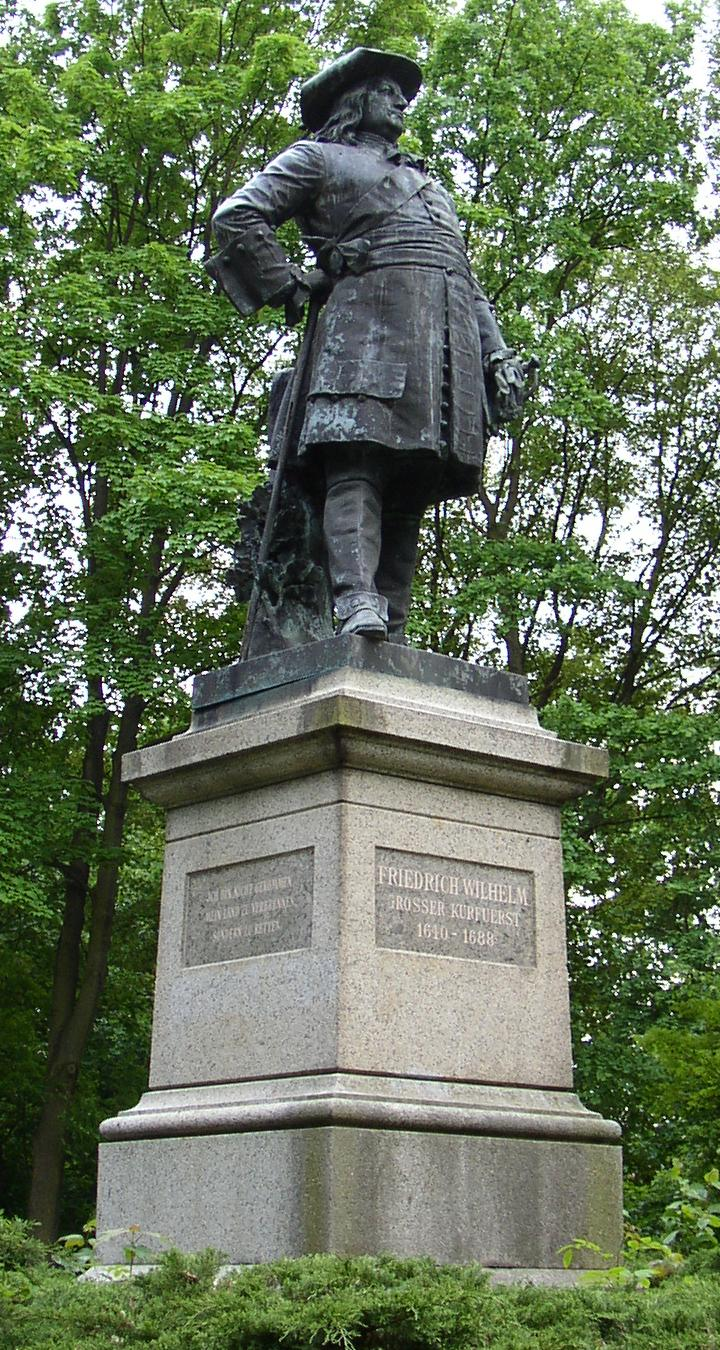
Denkmal von Fritz Schaper in Fehrbellin
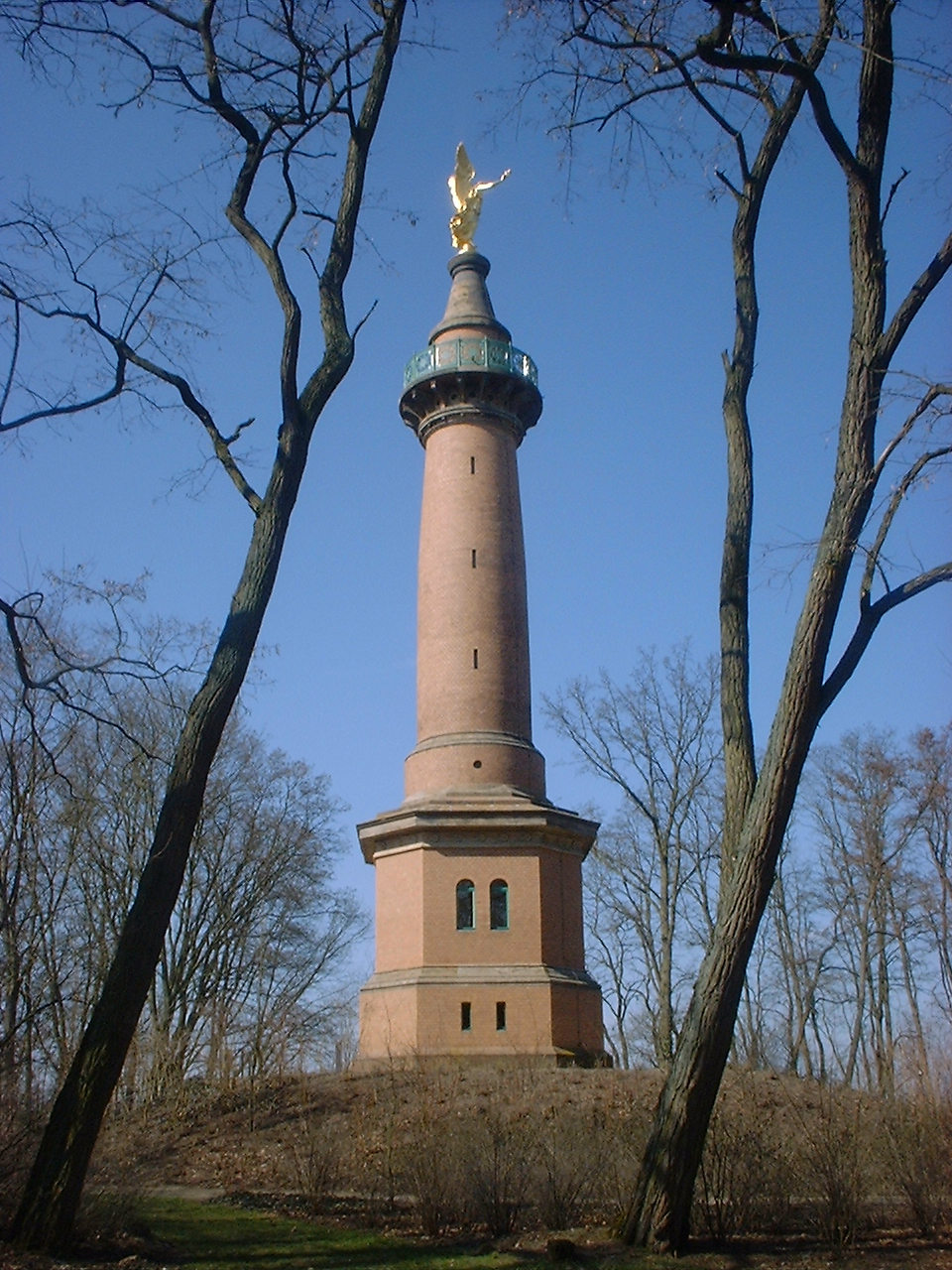
Siegessäule in Hakenberg
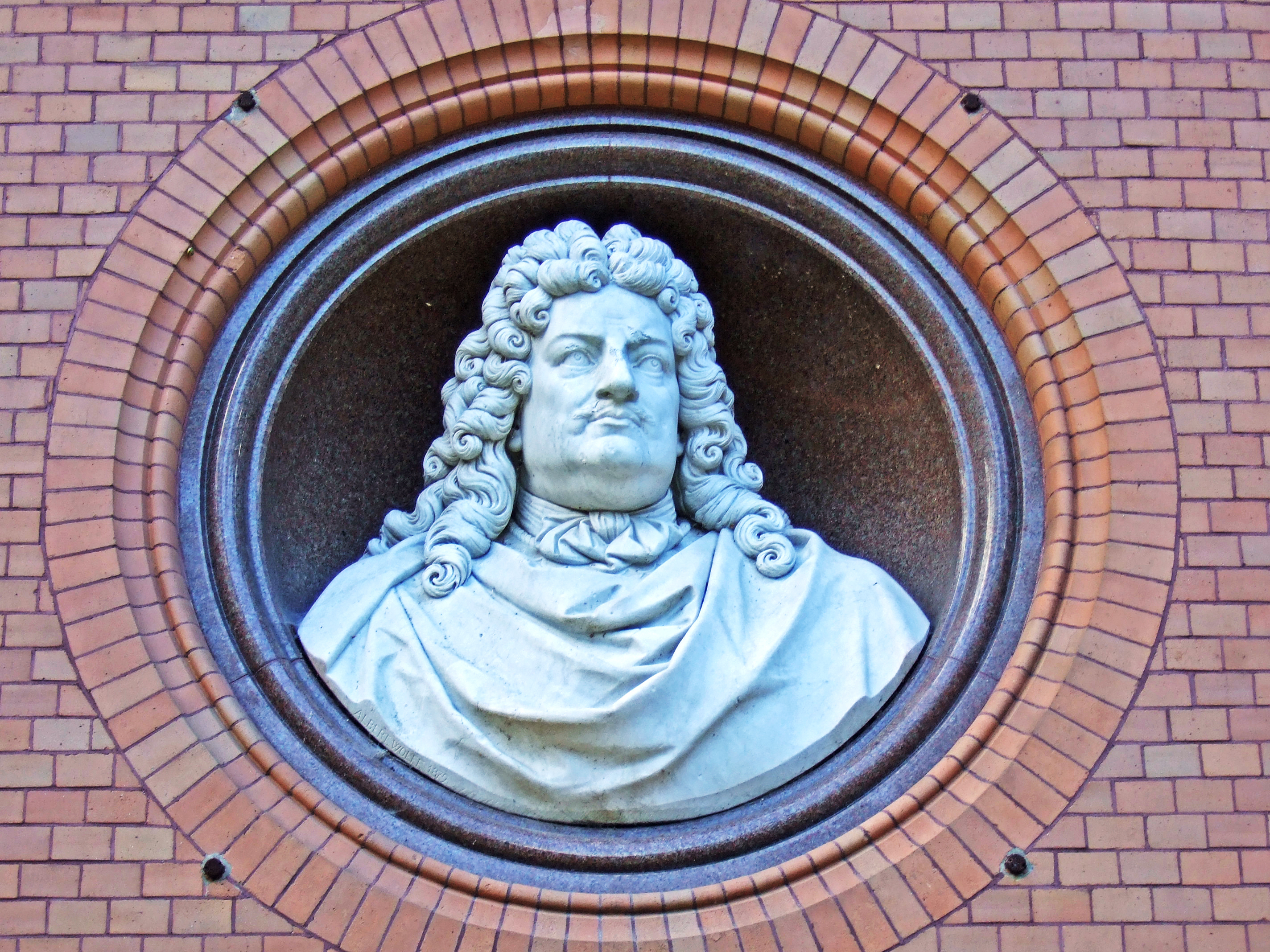
Büste am Sockel der Siegessäule
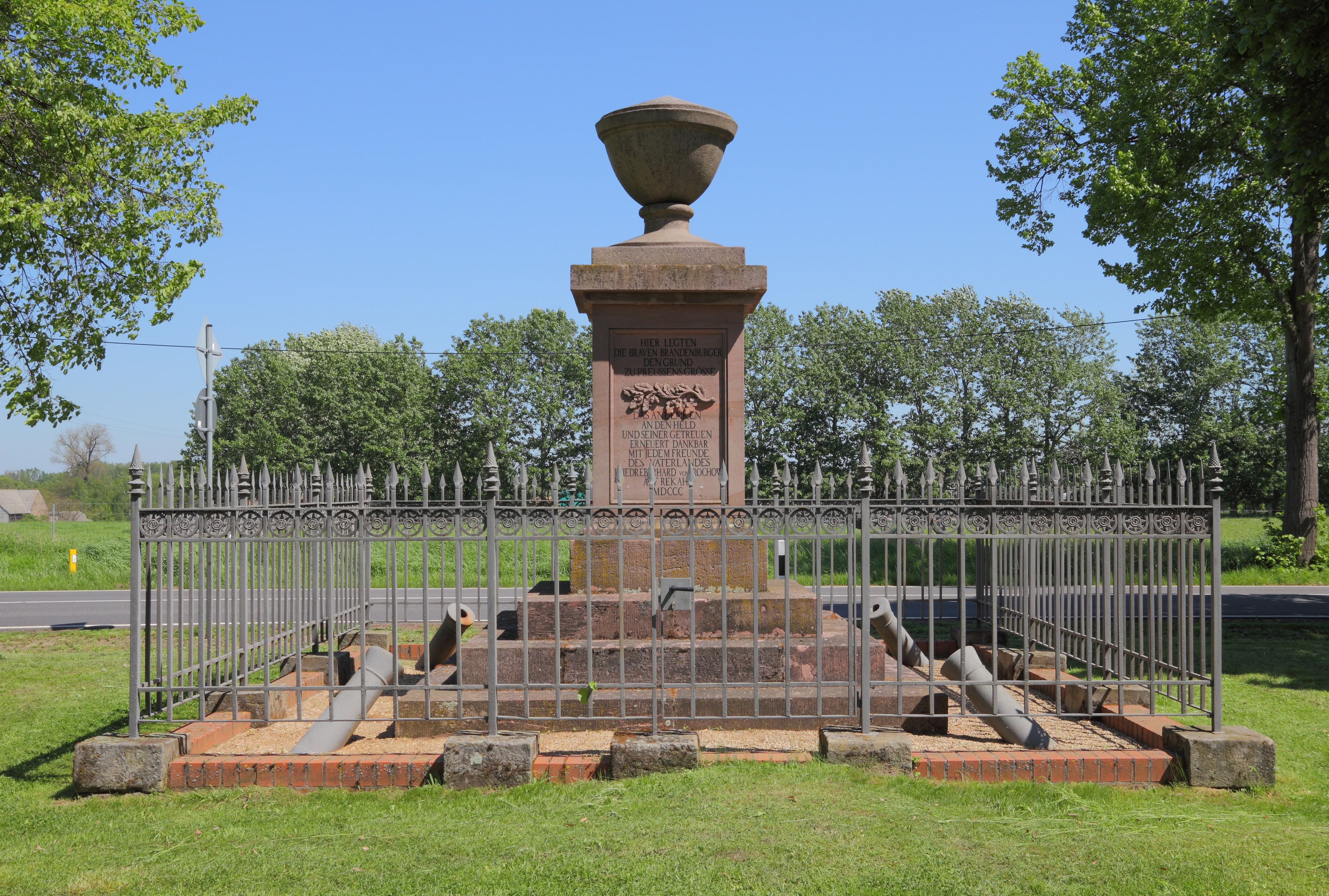
Kleines Denkmal in Hakenberg
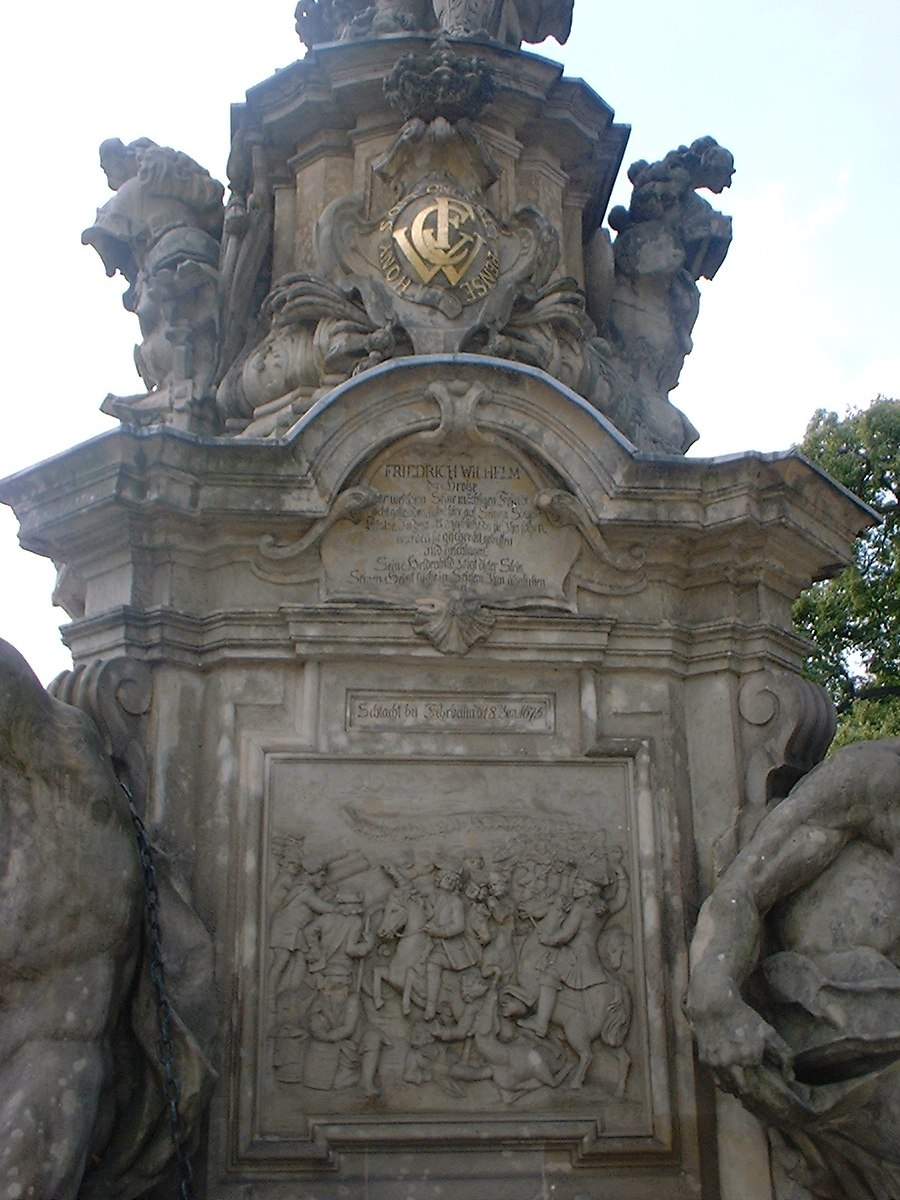
Denkmal für den Großen Kurfürsten in Rathenow
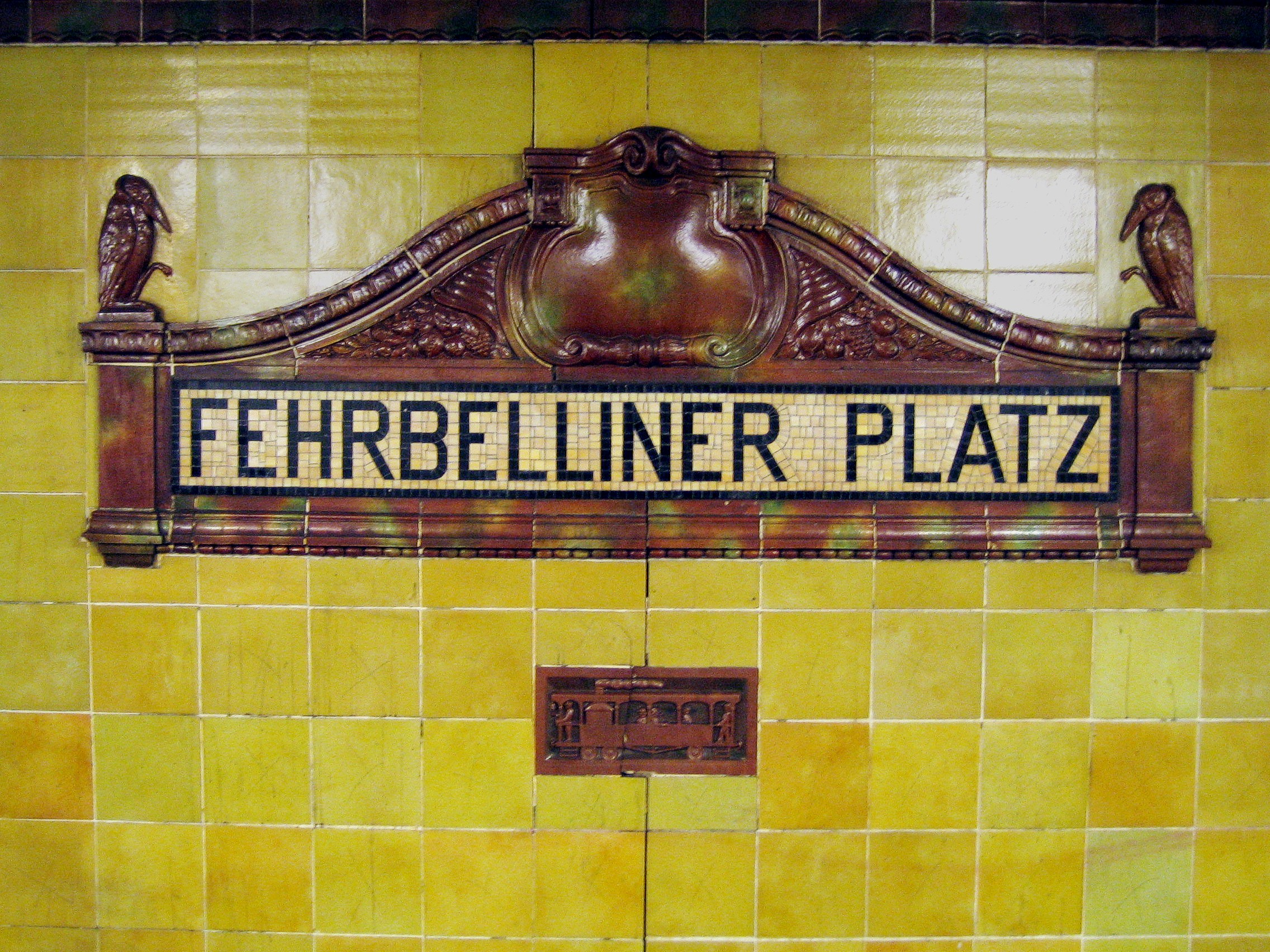
Berliner U-Bahn-Station unter dem Fehrbelliner Platz